# فنزوز دقيق
فنزوز دقيق ذهبي أو زموح دقيق ذهبي (الاسم العلمي: Microjulodis)، نوع من الخنافس الأحفورية ينتمي إلى فصيلة الناصعات، وهو النوع الوحيد في جنس فنزوز دقيق.